# Tilia japonica
Espèce
Classification phylogénétique
Tilia japonica (Tilleul du Japon) est une espèce de plantes à fleurs de la famille des Tiliaceae. C'est un tilleul endémique d'Asie, trouvé en Chine et au Japon.

## Dénomination
Tilia japonica a été décrit par le botaniste hongrois Lajos Simonkai en 1888.

## Nom vernaculaire
- Shinanoki, Japon
- Japanese linden, monde anglophone

## Synonymie
- Hibiscus japonicus Miq.
- Tilia cordata var. japonica Miq.
- Tilia eurosinica Croizat
- Tilia ulmifolia var. japonica (Miq.) Sarg. ex Mayr

## Description
Très ressemblant à Tilia cordata, le tilleul du Japon forme un arbre de plus modeste dimension : il pousse de 8 m en 10 ans dans nos jardins européens, avec une petite feuille à pointe plus effilée. Les fleurs sont très mellifères. En cymes pendantes, elles embaument le jardin en juillet.

## Anecdote
Le tilleul du Japon est l'arbre symbole de la municipalité de Nagano, au Japon.